# Vojňany
Vojňany és un poble i municipi d'Eslovàquia. Es troba a la regió de Prešov, al nord del país.

## Història
La primera referència escrita de la vila data del 1296.

## Demografia
| Godina             | 1994 | 2004    | 2014    | 2024   |
| ------------------ | ---- | ------- | ------- | ------ |
| Nombre de persones | 221  | 265     | 292     | 318    |
| Diferència         |      | +19,90% | +10,18% | +8,90% |

| Godina             | 2023 | 2024   |
| ------------------ | ---- | ------ |
| Nombre de persones | 317  | 318    |
| Diferència         |      | +0,31% |